# О-Бокаж
О-Бокаж (фр. Haut-Bocage) — муніципалітет у Франції, у регіоні Овернь-Рона-Альпи, департамент Альє. О-Бокаж утворено 1 січня 2016 року шляхом злиття муніципалітетів Живарле, Луру-Одман i Має. Адміністративним центром муніципалітету є Має. Населення — 855 осіб (01.01.2021).